# Gymnotingis
Gymnotingis is een geslacht van wantsen uit de familie van de Tingidae (netwantsen). Het geslacht werd voor het eerst wetenschappelijk beschreven door Hermann Heinrich Hacker in 1928.

## Soorten
Het genus is monotypisch en bevat alleen de volgende soort:

- Gymnotingis serrulata Hacker, 1928